# Tamamo-no-Mae

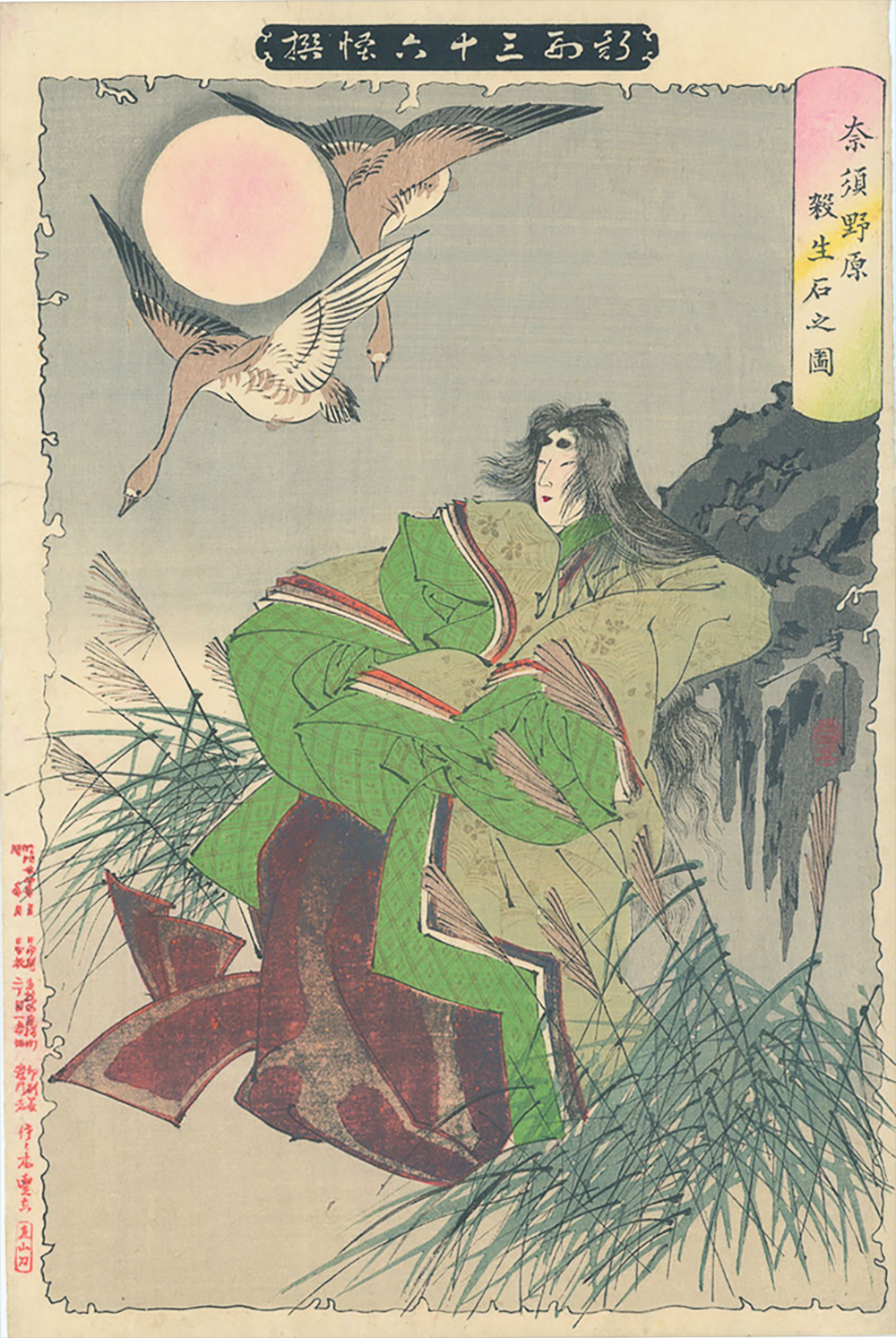
Cukioka Jositosi: Tamamo-no-Mae

Tamamo-no-Mae (玉藻前, 玉藻の前, vagy 玉藻御前, magyarul Békalencse kisasszony) a japán mitológia leghíresebb kicunéje. Ő egy kilencfarkú, varázserővel rendelkező róka, valamint az egyik valaha élt legnagyobb hatalommal rendelkező jókai (妖怪; Hepburn: yōkai?; fordítása démon, szellem vagy szörny) volt.
Tamamo- no- Mae varázserejével csak furfangossága és hatalomvágya vetekedett. A Hejan-kor idején élt, és habár a terve, hogy megölje a császárt, és átvegye a hatalmat Japán felett kudarcot vallott, agyafúrt tettei az országot alapjaiban rengette meg, ami Japán történelmének egyik legfontosabb polgárháborújához, a Genpei háborúhoz vezetett . Ezért Tamamo- no- Maét a japán köztudat Japán Három Nagy Gonosz Jókaia (日本三大悪妖怪, Nihon san dai aku yōkai, Nihon szan daj aku jókai) egyikeként tartja számon.

## A japán kultúrában
Tamamo-no-Mae számos szövegben jelenik meg, és Japán történelme folyamán kedvelt téma volt. Történetét noh, kabuki, bunraku, irodalom és számos más művészeti ágon feldolgozták, és számos változata ismert.

## Története
A legenda szerint Tamamo-no-Mae körülbelül 3500 éve született a mai Kína területén. Korai élete rejtély, de annyi bizonyos, hogy hatalmas varázsló vált belőle. Több száz év múlva, egy fehér arcú, aranyszőrű, kilencfarkú rókadémon (九尾狐, kijubi no kitsune) lett belőle, emellett mesterien értett az emberek befolyásolásához is, amit arra használt fel, hogy hatalmi pozíciót szerezhessen.

### Tadzsi
A Sang-dinasztia idején Tamamo-no-Mae megszállta az utolsó Sang uralkodó, Csou Vang (紂王, Zhòu Wáng) ágyasát, Tadzsit (Kínai: 妲己; pinyin: Dájǐ). Tadzsi lett az emberi romlottság mintaképe. Orgiákat tartatott az udvari kertekben. Kedvelt időtöltése volt, hogy ártatlan embereket kínoztatott meg, valamint újfajta kínzási módszereket fejlesztett ki. Az írások szerint a Sang-dinasztia bukásakor elmenekült a kivégzés elől a Magadha királyságba menekült I.e. 1046- ban.

### Kajó kisasszony

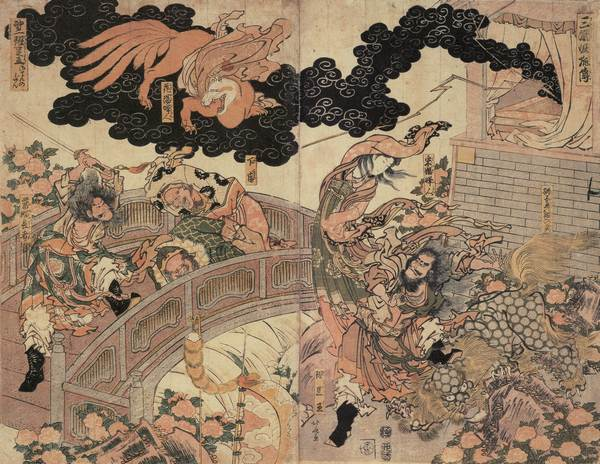
Rókadémon képében menekülő Kajó kisasszonyKacusika Hokuszai Szangoku Jóko-den (三国妖狐伝)

Magadhában a Kajó kisasszony (華陽夫人, Lady Kayō) nevet felvéve Kalmasapada (Kalmashapada, कल्माषपाद) király hitvese vált belőle. Szépségével hatalma alá hajtotta a királyt, akit megrontott, és arra kényszerítette, hogy gyermekeket egyen, papokat gyilkoljon, és egyéb borzalmas tetteket kövessen el. Végül, mikor a király elfordult tőle és a Buddhizmus tanait kezdte követni, visszaszökött Kínába.

### Pao Si
A Csou-dinasztia alatt Pao Si( kínai: 褒姒; pinjin: Bāo Sì) nevet viselte, és Kína legkívánatosabb asszonyaként volt számon tartva. I.e 779- ben  Ju ( Csou Ju Vang 周幽王) király ágyasává tette őt. Mivel Pao Si több hatalmat akart, rávette a királyt, hogy megszabaduljon feleségétől, Sang királynétől, így ő lett az uralkodó párja. Földöntúli szépsége ellenére, Bao Si sohasem mosolygott életében, ezért, hogy újdonsült feleségét boldoggá tegye, a király mindent megtett, amit hatalma engedett, nem rettenve semmitől. Oly szörnyű tetteket követett el, aminek következményeként összes pártfogója elhagyta, vagy elárulta. I.e. 771- ben a Korai Csou-kor végén Ju királyt kivégezték, Pao Sit elfogták. Valahogy sikerült megint megszöknie, és hosszú időre rejtőzködni kényszerült.

### Japánban
Keveset tudni róla, hogy mit csinált az I. sz. 700-as évekig, amikor is egy 16 éves lány képében sikerült rábeszélnie a Tang-dinasztia idején küldött, tizedik japán küldöttség vezetőjét, Kibiki no Makinit(吉備真備), hogy magával vigye Japánba, ahol ismét 300 évet bujkált.
           Az I. sz. 1090- es években ismét előbukkant, ekkor újszülöttnek álcázta magát, akire egy idős pár talált rá, akik befogadták, mivel nekik nem lehetett saját gyerekük, a Mikuzume nevet adták neki és sajátjukként nevelték fel.
A fiatal lány rendkívül tehetségessé és gyönyörűvé cseperedett. Hét éves korában magának Toba császárnak adott elő verseket, akit elbűvölt a lány tehetsége, ezért felajánlotta neki, hogy az udvarban szolgáljon.
Mikuzume remekül teljesített az udvarban, elsajátítva az udvari intrikákat. Nem volt számára megválaszolhatatlan kérdés, lehetett akár zene, történelem, asztronómia, vallás, vagy kínai klasszikusok. A ruhái mindig tiszták, és ránctalanok voltak. Mindig kellemes illatot árasztott. Mikuzumét tartották a legszebbnek, aki találkozott vele, az mind megszerette.
Egyik nyári előadása alatt viszont, egy hatalmas vihar tört ki. A terem gyertyáit mind egy szálig elfújta a szél. Hirtelen, Mikuzume testéből fény hirtelen fény tört elő, bevilágítva a szobát. A szobában tartózkodók arra a következtetésre jutottak, hogy szent volt előző életében. Toba császár, aki már így is nagyra tartotta Mikuzume tehetségét, a Tamamo no Mae nevet adta neki és hitvestársává tette őt.
Nem sokkal később a császár megbetegedett. Még az ország legjobb orvosai sem tudták kideríteni, hogy mi baja lehet. A papság vezetői imádkoztak a jobbulásáért, de a császár állapota csak romlott. Végül a kor legnagyobb varázslóját, Abe no Szeimeit, hívták az udvarba, hogy kiderítsék a betegség eredetét. Arra a következtetésre jutott, hogy valaki a császár közelében a felelős a betegségért. Gyanakodott ugyan arra, hogy Tamamo-no-Mae valójában egy rókaszellem, aki emberi alakot öltött, de a császár elutasította még a lehetőségét is annak, hogy az általa szeretett lány képes lenne bármily ehhez hasonló cselekedetre. Az igazság viszont, az volt, hogy Tamamo-no-Mae varázstudományát arra használta, hogy elszívja a császár életerejét.

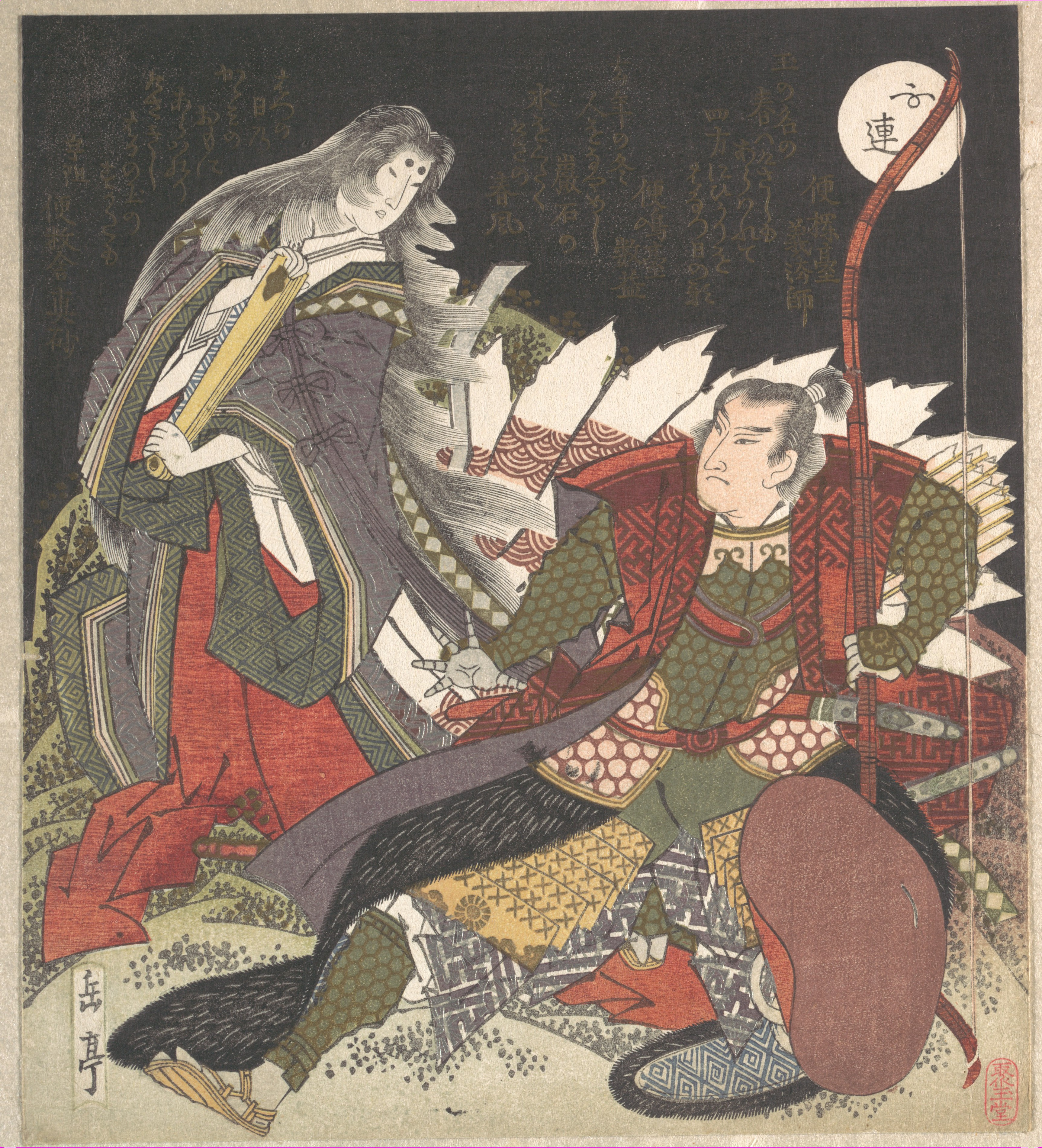
玉藻前と三浦介- Miura-no-Szuke és Tamamo-no.Mae MET DP135896

Tamamo-no-Maét arra kényszerítették, hogy részt vegyen a szent rituálékban, amit a császár gyógyulásáért tartottak. A varázsló azzal érvelt, hogy ha valóban ártó lélek, akkor nem lenne képes a szent szövegeket felmondania, illetve a rituáléban részt vennie. Kezdetben vonakodott, hogy részt vegyen, tartva attól, hogy mit tennének vele a varázslók felfednék, hogy valóban ő az okozója a császár betegségének, de az udvari szokások miatt nem volt sok választása. A rituálé alatt, viszont remekül végezte a varázslók által reá kiszabott szerepét, amikor viszont éppen meglengette volna azt a szertartási botot, ami a rituálé végét jelezte volna, eltűnt. A varázsló gyanúja bebizonyosodott.
Nem sokkal ezután hír jött Simocuke tartomány (a mai Tocsigi prefektúra) Naszuno nevű településéből kaptak hírt, miszerint nők és gyerekek tűntek el. Az udvari tanácsosok meg voltak győződve arról, hogy ennek is Tamamo no Mae volt az oka, és eldöntötték, hogy le kell számolniuk a démonnal egyszer s mindenkorra. A császár magához hívatta legjobb harcosait, hogy elfogják Tamamo no Maét. Egy 80.000 főből álló sereg gyűlt össze, hogy elfogják a kilencfarkú rókadémont. A sereg élére két legjobb harcosát, Kazua no Szukét (上総介), és Miura no Szukét (三浦介) tette.
Naszunóba érve a sereg hamar rálelt a kicunéra. A harcosok napokon át üldözték, de a róka újra- és- újra könnyűszerrel kicselezte üldözőit, varázserejét használva. A sereg morálja egyre csak romlott, mert  úgy tűnt, bármit is csinálnak, hasznavehetetlen. Ennek ellenére a vezérek nem adták föl a keresést. És végül ráleltek Tamamo no mae nyomára.
           Egy este Miura no Szuke álmában Tamamo no mae jelent meg előtte gyönyörű nő alakjában és kérlelte, hogy segítsen neki, mert ha nem másnap meg fogják őt ölni. A férfi visszautasította. Másnap rá is leltek a rókadémonra. Miuranoszuke két nyilat lőtt ki rá. Az egyik Tamamo no Mae oldalába, míg a másik a nyakába fúródott.

## Következmények

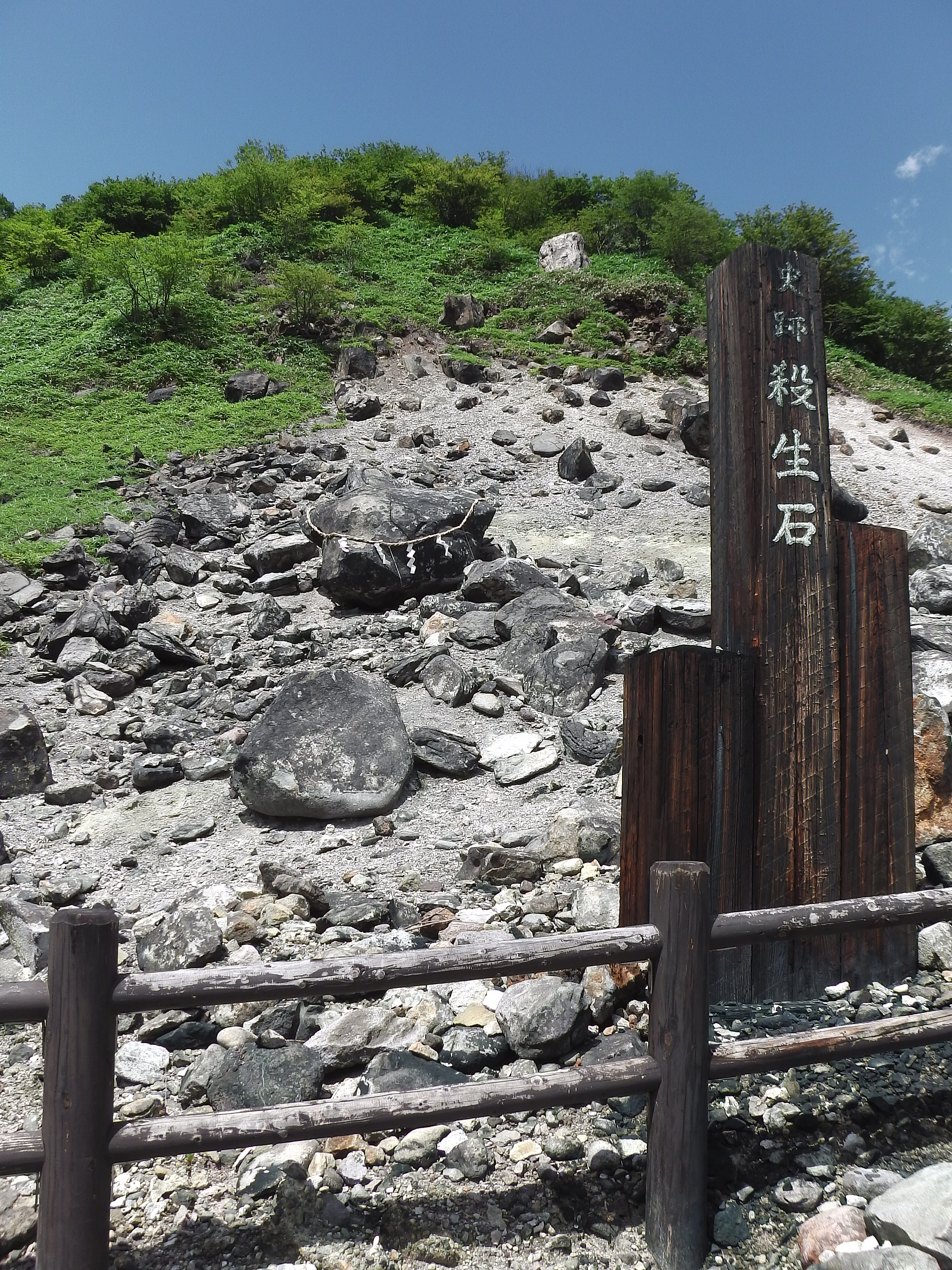
Szesso-szeki, a "Gyilkos Kő" Naszu, Tocsigi prefektúra

Tamamo-no-Mae gonoszsága, viszont nem ért véget a halálával. Halála után egy évvel Konoe császár utód nélkül halt meg, valamint szeretője, és a volt császár Toba sem volt életben. A kibontakozó trónviszály végül a , és a Hejan- kor végéhez vezetett.

### Szesso-szeki, a „Gyilkos Kő”
A legenda szerint Tamamo-no-Mae teste kővé változott, amit a japán néphagyomány Szessó szekinek (殺生石 Sesshōseki), azaz gyilkos kőnek nevezett el. A kőről úgy tartották, hogy Tamamo-no-Mae lelke benne lakozik, és aki hozzáér a kőhöz, az azonnal meghal. Egy Genno nevezetű buddhista szerzetes viszont egyezséget kötött a rókadémonnal, aki lelki megváltás fejében, megesküdött, hogy nem fogja többet kísérteni a követ. 2022-ben a kő – miközben az előző években már repedések jelentek meg rajta – végül kettétört.